# Ordnance Survey
Ordnance Survey (abreviatura OS) é a agência cartográfica nacional do Reino Unido. Tem como missão a produção e gestão da cartografia oficial britânica, fornecendo informação geográfica precisa e atualizada do país, consultada por instituições governamentais, empresas e cidadãos em geral. É uma agência executiva e departamento não ministerial. A sua sede é em Southampton.
A OS foi fundada em 21 de junho de 1791, embora os seus antecedentes datem de 1746, quando o Ministério da Defesa (Reino Unido) começou a cartografar as Terras Altas da Escócia por causa da Revolta Jacobita.
A Irlanda do Norte, sendo parte integral do Reino Unido, é mapeada por outra agência governamental, a Land and Property Services (antigamente conhecida como "Ordnance Survey of Northern Ireland").